# XBL 1000
Les XBL 1001 et 1002 sont deux prototypes d'autorails à moteur Diesel et à transmission électrique fabriqués par Brissonneau et Lotz pour la SNCF.
Commandés par le PO-Midi mais réceptionnés en 1939 par la SNCF, ils sont réformés dès 1947 puis revendus aux houillères nationales.

## Genèse de la série
Au début des années 1930, l'augmentation de puissance des moteurs Diesel ferroviaires incite à remettre en cause le principe considéré jusque là comme incontournable qui veut que l'autorail soit fait pour être utilisé seul, pas pour remorquer. C'est ainsi que la compagnie du Po-Midi commande à Brissonneau et Lotz,  sous les immatriculations PEty 23671 et 23672 deux autorails Diesel à transmission électrique de forte puissance, en mesure de tracter une ou deux voitures à voyageurs du parc,.
Les engins sont réceptionnés en 1939 par la SNCF qui les immatricule XBL (pour autorail Brissonneau et Lotz) 1001 et 1002.

## Description

### Caractéristiques techniques
La chaîne de traction se compose de deux moteurs Diesel construits par la Société générale de constructions mécaniques sous licence MAN. D'une puissance unitaire de 147 kW à 1 100 tr/min, ils entraînent deux génératrices. Ces deux groupes sont placés en parallèle dans le compartiment moteur de l'autorail. L'électricité produite est transmise aux moteurs de traction, au niveau du bogie opposé.
Les deux moteurs de traction entraînent chacun l'un des deux essieux du bogie moteur.
Afin de pouvoir remorquer, les XBL 1000 sont équipés, dès leur construction, d'un dispositif de tamponnement, d'un attelage allégé à vis et d'une conduite à vapeur pour le chauffage des rames.

### Aménagements intérieurs
Entre les deux cabines extrêmes, l'autorail comporte un compartiment moteur, puis un compartiment postal dont une partie est occupée par les toilettes, un compartiment voyageurs de 39 places en troisième classe, une plateforme d'accès ouverte par des portières doubles et munie de quatre strapontins, un compartiment voyageurs de deuxième classe avec 29 places et un fourgon à bagages dans un angle duquel est installée la chaudière de chauffage. Cette dernière, fonctionnant au fioul, assure le chauffage de l'autorail et de sa remorque éventuelle.
Les deux compartiments voyageurs sont aménagés avec des banquettes de cinq places de front (excepté celles adossées à la cloison de la plateforme d'accès qui n'ont que quatre places) avec une disposition de trois et de deux places de part et d'autre d'une allée ; elles sont disposées en vis-à-vis. L'assise des banquettes est commune mais les dossiers sont individualisés. Des rideaux aux baies et des porte-bagages longitudinaux complètent l'aménagement.

## Carrière et services
À leur mise en service, les deux prototypes sont peut-être affectés à Montluçon ou à Vierzon et assurent le service des lignes à profil difficile du Massif Central dont la ligne de Laqueuille au Mont-Dore avec des déclivités de 35 ‰. Il quittent en tout cas leur affectation pour le dépôt de Tours le 6 mai 1946. C'est là qu'ils sont retirés du service le 22 novembre 1946 pour le XBL 1002 et le 1er septembre 1947 pour le XBL 1001. Les deux unités sont radiées des inventaires le 8 décembre 1947 à l'issue d'une carrière qui n'a même pas duré dix ans.
Les autorails sont revendus aux Houillères nationales après leur réforme. En août 1976, l'un d'entre eux, transformé en véhicule de service, est stationné dans les emprises de la gare de Saint-Mariens - Saint-Yzan.